# Esma Redžepova
Esma Redžepova-Teodosievska (en macédonien : Есма Реџепова-Теодосиевска, prononcé [ˈɛsma rɛˈdʒɛpɔva tɛɔˈdɔsiɛvska]), née le 8 août 1945 à Skopje et morte dans la même ville le 11 décembre 2016, est une chanteuse rom, de nationalité yougoslave puis macédonienne, connue pour son engagement humanitaire et pour avoir représenté la Macédoine au Concours Eurovision de la chanson 2013. Elle est souvent qualifiée de « reine de la musique tsigane », un titre qui lui a été donné pour la première fois lors d'un festival en Inde en 1976.
Esma Redžepova est révélée par un radio-crochet dans les années 1950, alors qu'elle est adolescente. Sa carrière s'est poursuivie sur six décennies, et son répertoire comprend des centaines de chansons. Son succès est intimement lié à son mariage avec Stevo Teodosievski, compositeur et directeur d'un ensemble folklorique, l'Ansambl Teodosievski. Jusqu'à sa mort survenue en 1997, il a totalement géré la carrière de la chanteuse et il a écrit et composé bon nombre de ses chansons.
Le style d'Esma Redžepova est directement inspiré par la musique rom des Balkans ainsi que par la musique macédonienne traditionnelle, mais elle a aussi exploré des styles plus modernes tels que la musique pop. Esma Redžepova a largement contribué à donner ses lettres de noblesse à la musique rom. Elle a par exemple été un des premiers artistes à chanter en langue romani à la radio et à la télévision.
Connue pour sa voix puissante et chargée d'émotion, Esma Redžepova figurait en 2010 parmi les « 50 grandes voix » de la National Public Radio américaine. Cette sélection avait pour but de regrouper cinquante chanteurs à l'envergure internationale ayant laissé une marque dans l'histoire de la musique.
La chanteuse a adopté quarante-sept enfants roms afin de les sortir de la pauvreté et a donné de nombreux concerts caritatifs. Ses efforts humanitaires ont été récompensés à plusieurs reprises. Connue pour ses engagements en faveur du pacifisme, des droits des minorités et des femmes, Esma Redžepova participe aussi à la vie politique de sa ville, Skopje, dont elle est conseillère municipale.

## Biographie

### Enfance
Esma Redžepova est née le 8 août 1943 à Skopje, 20 rue Ivo Lola Ribar. La ville est alors occupée par le Royaume de Bulgarie, allié de l'Allemagne nazie, mais elle est libérée l'année suivante. Esma est l'avant-dernière d'une fratrie de six enfants. Son grand-père paternel était un Rom catholique, sa grand-mère paternelle une Juive irakienne, et sa mère était une Rom musulmane originaire d'un village près de Skopje.
Le père d'Esma, qui avait perdu une jambe lors d'un bombardement allemand en 1941, était tantôt livreur, cireur de chaussures ou employé de cirque. Il chantait et jouait du tambour et se produisait parfois lors de mariages. Certains de ses enfants l'accompagnaient parfois. La mère d'Esma était couturière.
À neuf ans, Esma Redžepova est inscrite dans une organisation rom locale par un de ses frères. Elle y apprend rapidement à chanter selon des rythmes compliqués. Sa mère encourage ses talents musicaux et Esma et son frère rejoignent le groupe de folklore de leur école. Ses parents souhaitent que tous leurs enfants finissent au moins l'école primaire, mais ils ont aussi des valeurs très traditionnelles et attendent d'Esma qu'elle se marie adolescente pour devenir femme au foyer. Elle a toutefois un caractère émancipé et s'habille de robes à la mode plutôt que du dimije traditionnel.

### Révélation et formation

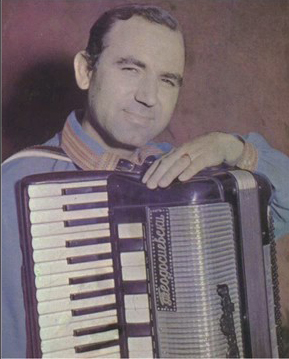
Stevo Teodosievski, imprésario et mari d'Esma Redžepova.

En 1956, le directeur d'école d'Esma Redžepova l'encourage à participer à un radio-crochet inter-écoles de Radio Skopje. Elle s'y rend sans avertir ses parents, qui ne veulent pas qu'elle suive les traces de sa sœur aînée qui a commencé à se produire dans les cafés à 17 ans. Une telle carrière est alors considérée comme honteuse par les Roms, surtout pour une fille non mariée.
Esma choisit A bre babi sokerdžan, une chanson rom traditionnelle de Macédoine. C'est la première fois qu'une chanson en romani est diffusée par la station. Esma remporte le concours, battant 57 autres écoles, et remporte 9000 dinars. Quand ses parents apprennent qu'elle est passée à la radio, ils sont très fâchés et réticents à la voir poursuivre une carrière musicale. À l'époque, les chanteurs roms ne peuvent pas espérer plus que se produire dans des cafés et restaurants.
Stevo Teodosievski, un musicien non-rom, est impressionné par la performance d'Esma et souhaite qu'elle intègre son groupe. Teodosievski est un autodidacte originaire d'un milieu modeste, mais il connaît alors un certain succès avec son ensemble folklorique, l'Ansambl Teodosievski. Il collabore avec Radio Skopje et il est membre de la Ligue communiste de Macédoine, l'adhésion étant alors presque obligatoire pour faire carrière dans les instances culturelles.
Teodosievski fait donc partie de l'élite culturelle locale, et c'est aussi un visionnaire car il pense que la musique rom peut devenir populaire et estimée auprès du public non-rom. Dans la Yougoslavie des années 1950, la musique rom n'est pas considérée comme convenable pour la radio et la télévision et le racisme anti-rom est très fort. Les Roms eux-mêmes n'ont pas une bonne image de leurs propres chanteurs, surtout des femmes. Avant Esma, les artistes roms ne chantent jamais en romani et cachent leurs origines. Stevo Teodosievski se heurte lui-même à l'hostilité des médias en promouvant ce type de musique. Il sait cependant qu'Esma Redžepova peut l'aider dans son travail de valorisation et qu'elle peut devenir l'une des plus grandes artistes du pays. Il convainc ses parents de la laisser rejoindre son ensemble et il leur promet qu'elle ne jouera que sur des scènes respectables,.
Lors de leur rencontre à Skopje, Stevo Teodosievski n'est pas totalement satisfait par la voix d'Esma. Il la fait travailler pendant de longues heures puis l'envoie à l'Académie de musique de Belgrade, en République socialiste de Serbie. Elle y reste deux ans.

### Années yougoslaves
Une fois sa formation à Belgrade achevée, Esma Redžepova rejoint définitivement l'Ansambl Teodosievski et participe aux tournées. En 1961, le groupe part pour Zagreb en République socialiste de Croatie pour enregistrer le premier disque d'Esma. Il est publié par Jugoton, l'un des grands labels yougoslaves, et comprend A bre babi sokerdžan ainsi que Čaje Šukarije, une chanson qu'Esma a composée elle-même. Ce titre en romani devient rapidement un grand succès dans toute la Yougoslavie.
Les années 1960 et 1970 sont très prolifiques pour Esma Redžepova et Stevo Teodosievski. Ils enregistrent de nombreux albums et EPs et participent à des émissions de télévision. La plupart des chansons de la chanteuse sont alors des chants traditionnels roms ou des créations directement inspirées par la musique rom. Certaines compositions sont toutefois inspirées par la musique occidentale. Ainsi, Makedo reprend le cha-cha-cha, Kod Kodak montre une forte influence pop et Pesma Šeher Sarajevu utilise des orgues psychédéliques. Esma Redžepova reprend aussi des chansons traditionnelles macédoniennes sans rapport avec la culture rom, souvent interprétées en duos avec de grands chanteurs macédoniens. Parmi ces chansons, il y a par exemple Blagujno Dejče, Biljana platno beleše et Zašto si me majko rodila.
Dans la Yougoslavie de Tito, les Roms sont officiellement reconnus en tant que minorité nationale et, à ce titre, ils ont des droits linguistiques et culturels. Esma Redžepova demeure néanmoins l'une des rares figures roms à s'imposer dans le paysage culturel yougoslave. Un seul autre artiste, Šaban Bajramović, de Serbie, parvient à recevoir une célébrité durable et la reconnaissance d'un large public.
Malgré son succès, Esma Redžepova est la cible du racisme et des rumeurs. Les Roms de Skopje pensent qu'elle déshonore la communauté et ils sont très critiques de sa relation avec Stevo Teodosievski, qui n'est pas rom. Alors que les mariages mixtes entre Macédoniens et Roms sont inimaginables et désapprouvés par les deux communautés, Esma et Stevo ne sont même pas mariés et parcourent ensemble toute la Yougoslavie. Le train de vie d'Esma est très libre pour une jeune fille rom : elle travaille avec des hommes, dort à l'hôtel et se produit sur scène. Stevo fait aussi face à des pressions de la part de la Ligue communiste de Macédoine et de Radio Skopje qui tolèrent mal qu'il travaille avec des Roms. Pour échapper à l'atmosphère pesante et provinciale de Skopje, Esma et Stevo s'installent à Belgrade au début des années 1960. Ils s'y marient en 1968. Même à Belgrade, les préjugés racistes continuent de jouer un rôle dans la vie et la carrière d'Esma. Les médias lui collent les stéréotypes associées aux femmes roms et elle est représentée comme étant gaie, insouciante, parfois colérique et génétiquement douée pour la musique. Les journalistes font aussi des commentaires récurrents sur sa peau sombre. Stevo Teodosievski emploie certains stéréotypes positifs dans un souci de promotion, mais uniquement s'ils donnent de sa femme une image de bon goût.
À la fin des années 1960, Esma et Stevo fondent leur propre école de musique dans laquelle ils instruisent des jeunes garçons de milieu défavorisé, surtout des Roms. La plupart sont ensuite embauchés par l'Ansambl Teodosievski et certains deviennent célèbres. 48 enfants au total sont passés par cette école. Grâce à cette école et en encourageant d'autres artistes roms, le couple s'est construit un cercle musical, comprenant notamment les chanteurs Muharem Serbezovski, Usnija Jašarova et Enver Rasimov, et le clarinettiste Medo Čun.
La Yougoslavie, État socialiste mais membre du mouvement des non-alignés et ouvert sur l'Occident, a une scène musicale aux influences très internationales. Cela se ressent dans le style des chansons d'Esma Redžepova, mais aussi dans les langues qu'elle utilise. Certaines de ses chansons sont écrites en grec, en turc, en hébreu ou en hindi. L'Inde a d'ailleurs joué un rôle clé dans l'affirmation de la culture rom en Yougoslavie. Également non-aligné, ce pays était allié de Tito et celui-ci s'est servi de l'histoire rom pour se rapprocher de Nehru, les Roms étant originaires de cette partie du monde. Ce faisant, Tito a beaucoup contribué à mettre en valeur la culture rom. A sa connaissance des chants traditionnels tsiganes, Esma ajouta donc l’influence des cantatrices de Bollywood, en tête les sœurs Lata Mangeshkar et Asha Bhosle. Le pays faisait en effet une grosse consommation des superproductions chantantes et dansantes produites à Bombay, pour des raisons autant esthétiques que géopolitiques : les films américains ne traversaient pas le rideau de fer, et la production soviétique était boycottée pour cause de brouille avec Moscou. Esma et Stevo ont eux-mêmes visité l'Inde à trois reprises, en 1969, 1976 et 1983. En 1976, ils ont été proclamés « roi et reine de la musique rom » lors du premier festival rom du monde, tenu à Chandigarh. En 1983, Esma a chanté devant Indira Gandhi. La carrière internationale d'Esma avait commencé dès 1961, année de la sortie de son premier disque, avec une visite à Berlin. Elle s'est ensuite produite à l'Olympia de Paris en 1962. Elle est d'ailleurs la première Yougoslave à monter sur cette scène. Esma Redžepova a aussi fait des tournées aux États-Unis, en Union soviétique, au Mexique, en Australie ou encore au Canada, et elle a fait des récitals pour Tito, le Chah d'Iran et Muammar Kaddafi.

### Après l'indépendance de la Macédoine
La carrière d'Esma Redžepova s'était ralentie dans les années 1980 et elle et son mari s'étaient réinstallés à Skopje en 1989. Après son indépendance en 1991, la république de Macédoine connaît des temps difficiles à cause de problèmes économiques et géopolitiques, la situation est peu propice à la vie culturelle. Stevo Teodosievski meurt en 1997 à 72 ans. Esma Redžepova fait pourtant une série de concerts caritatifs aux États-Unis l'année suivante.
Les années 2000 marquent un renouveau pour la chanteuse. Elle se détache de son ancienne image pour s'affirmer en tant qu'artiste de worldbeat plus moderne. Elle collabore par exemple avec de jeunes chanteurs pop : elle enregistre une chanson avec le groupe croate Magazin en 2002, avec le Macédonien Toše Proeski en 2002 et avec le groupe bosnien Crno Vino en 2005. Elle collabore aussi sur un album avec le compositeur macédonien Kiril Džajkovski en 2010. Esma affirme aussi sa modernité sur la scène internationale. Elle contribue à faire de la musique rom un style alternatif, destiné à une élite urbaine et cultivée. La modernité qu'elle apporte dans ses chansons n'est cependant pas toujours bien acceptée du public. L'artiste a même été huée lors d'un concert en Espagne à cause de l'usage de synthétiseurs. Elle s'est défendue en avançant que la musique rom s'était toujours adaptée et qu'elle avait beaucoup fait d'emprunts extérieurs.

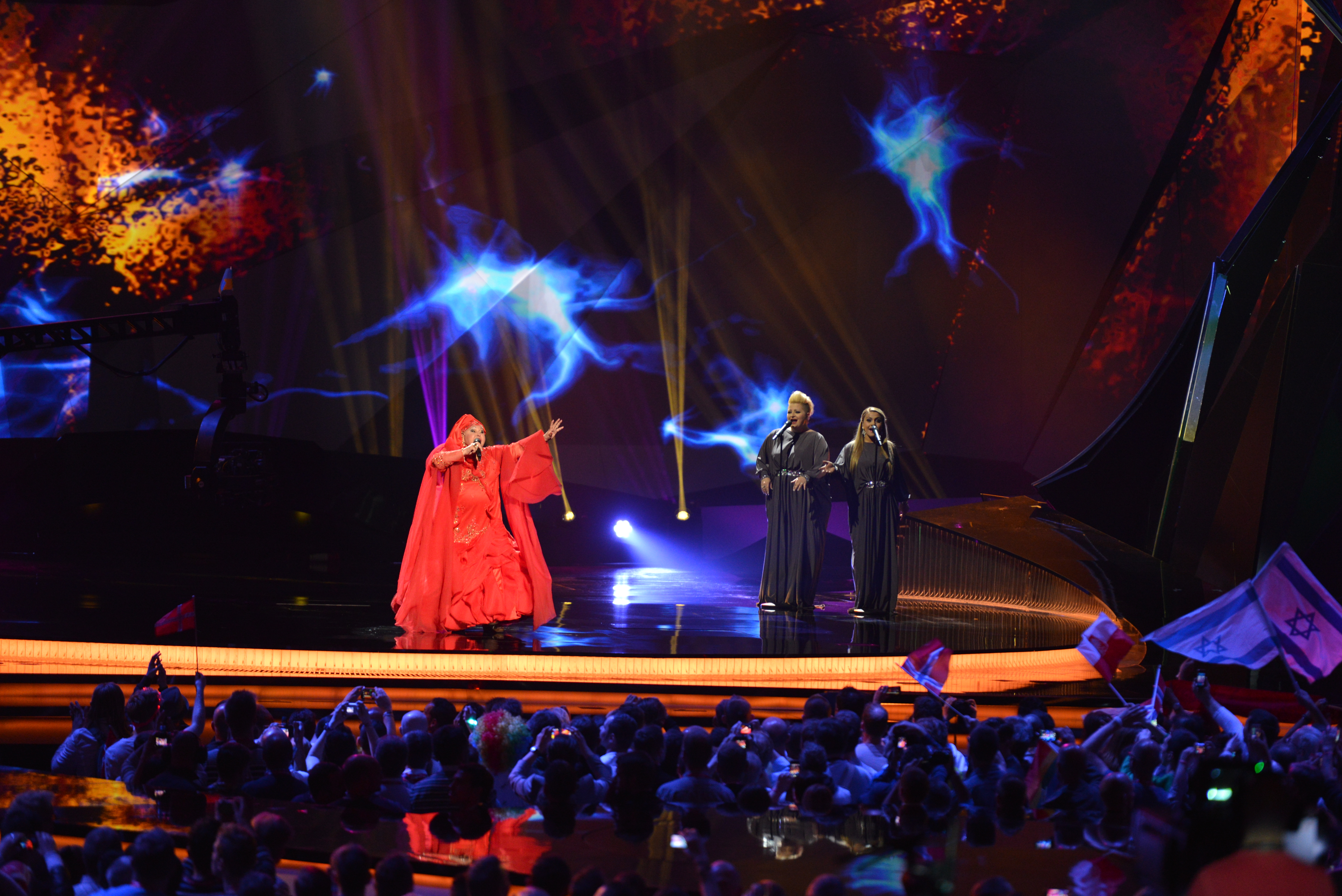
Esma Redžepova pendant sa performance au Concours Eurovision de la chanson 2013.

La chanson la plus connue d'Esma, Čaje Šukarije, fait partie de la bande originale du film Borat de Sacha Baron Cohen, sorti en 2006. L'artiste a déclaré que cette utilisation s'est faite sans son autorisation, et elle a porté l'affaire devant les tribunaux avec le Kočani Orkestar, un groupe rom de Macédoine qui s'était lui aussi senti lésé. Ils demandèrent 800 000 euros de dédommagements mais la chanteuse n'a reçu que 26 000 euros car Baron Cohen avait obtenu l'autorisation de sa maison de disques. Celle-ci avait cependant omis de prévenir la chanteuse. Esma était particulièrement fâchée d'apprendre que sa chanson apparaissait dans Borat parce qu'elle servait à poser un cadre arriéré. Borat contribua néanmoins à étendre la popularité internationale de la chanteuse.
Esma Redžepova a représenté la Macédoine au Concours Eurovision de la chanson 2013 en duo avec Vlatko Lozanoski. Leur chanson, Imperija, a été dévoilée en mars 2013, mais elle a déclenché une controverse dans le pays car le clip faisait la promotion du projet urbanistique Skopje 2014, très critiqué. La chanson pouvait être interprétée comme une œuvre nationaliste et le diffuseur public, la MRT, a demandé aux chanteurs d'en écrire une autre. Pred da se razdeni était prête un mois plus tard,. Cette chanson n'a cependant pas réussi à se qualifier pour la finale, terminant 16e sur 17 lors de la seconde demi-finale, avec 28 points.
Esma Redžepova est décédée le 11 décembre 2016 à Skopje des suites d'une maladie, à l'âge de 73 ans,. Elle avait été hospitalisée le 28 novembre, et se trouvait alors dans un état critique. Ses funérailles ont eu lieu le 12 décembre au Conseil de la Ville de Skopje, et de nombreuses personnalités, y compris le maire de Skopje et le président macédonien, Gjorge Ivanov, lui ont rendu hommage. Elle a ensuite été enterrée au cimetière de Boutel.

## Carrière artistique

### Musique

#### Répertoire
Esma Redžepova revendique plus de 580 chansons, dont deux disques de platine et huit disques d'or. Elle a donné plus de 22 000 concerts, un tiers étant à but caritatif. Avec l'Ansambl Teodosievski dirigé par son mari, elle a enregistré 108 chansons, 32 cassettes audio, 15 disques, six cassettes vidéo et de nombreuses émissions télévisées,.
Esma Redžepova chante surtout en romani et en macédonien, mais elle a aussi enregistré des chansons en serbo-croate, en turc, en hébreu, en grec et en hindi. Ses chansons abordent souvent les mêmes thèmes : l'amour, le chagrin, le mariage. L'amour non partagé et le mariage forcé sont récurrents, par exemple dans Hajri ma te dike, dont le titre signifie « je te maudis, mère », et A bre babi, sokerdžan, « Oh père, qu'as-tu fait ». Ces deux chansons parlent d'une jeune fille mariée de force, mais la non-réciprocité de l'amour est parfois inversée. Ainsi dans Kalesh bre Angjo, chant traditionnel datant de l'époque ottomane, Esma chante l'histoire d'un Turc qui souhaite qu'une jeune Macédonienne rejoigne son harem. Il la tente avec des bijoux mais la fille refuse.  Čaje Šukarije, l'un des plus grands succès de la chanteuse, est l'histoire d'une jeune fille qui danse sans donner d'attention à un garçon amoureux d'elle qui la regarde.
Le répertoire d'Esma Redžepova comprend beaucoup de chants traditionnels, autant roms que macédoniens, mais il inclut aussi des compositions. Stevo Teodosievski est l'auteur de la plupart de ces œuvres originales, mais Esma en a également créé plusieurs, y compris Čaje Čukarije. Elle a aussi imaginé ses chorégraphies elle-même.

#### Style musical et inspirations
L'Ansambl Teodosievski, qui a presque toujours accompagné Esma Redžepova, comprend des instruments typiques des musiques rom et macédonienne : le hautbois, la clarinette, l'accordéon, la zurna et le davul. Le répertoire d'Esma suit la plupart du temps la tradition rom ou macédonienne. Ces deux styles anciens ont de profondes influences historiques, notamment turques, moyen-orientales et d'Europe de l'Est. L'influence contemporaine occidentale se ressent sur certaines chansons dès les années 1960, puis elle devient plus importante dans les années 2000, lorsque la chanteuse opte pour de la musique pop aux tons worldbeat. Pendant cette même décennie, elle explore des genres assez variés grâce à des duos avec de jeunes artistes. Elle contribue ainsi à des chansons pop, ethno-pop et de RnB.
La voix puissante d'Esma Redžepova a beaucoup changé au fil des ans. Lorsqu'elle a commencé sa carrière, sa voix était claire, pure, presque enfantine. Stevo Teodosievski la comparaît au son d'une cloche d'argent. À mesure qu'Esma Redžepova a vieilli, sa voix est devenue plus grave et rauque. Sa façon de chanter est restée très ornée et théâtrale.
Selon Esma Redžepova, la musique rom est inventive, elle évolue et elle est sujette à beaucoup d'influences. Elle est toutefois très critique des musiques roms hybrides qui existent par exemple en Espagne et en Hongrie. Elle pense que les musiciens roms de ces pays jouent plus ou moins de la musique non-rom locale. Elle considère aussi sa façon de chanter comme très ancienne et traditionnelle.
Esma Redžepova ne cite pas d'artiste l'ayant inspirée et déclare qu'elle doit tout à son mari, Stevo Teodosievski. Ses chanteuses préférées sont Nedyalka Keranova de Bulgarie et Googoosh d'Iran. Elle apprécie aussi la musique classique et le chant de Luciano Pavarotti.

#### Présence sur scène

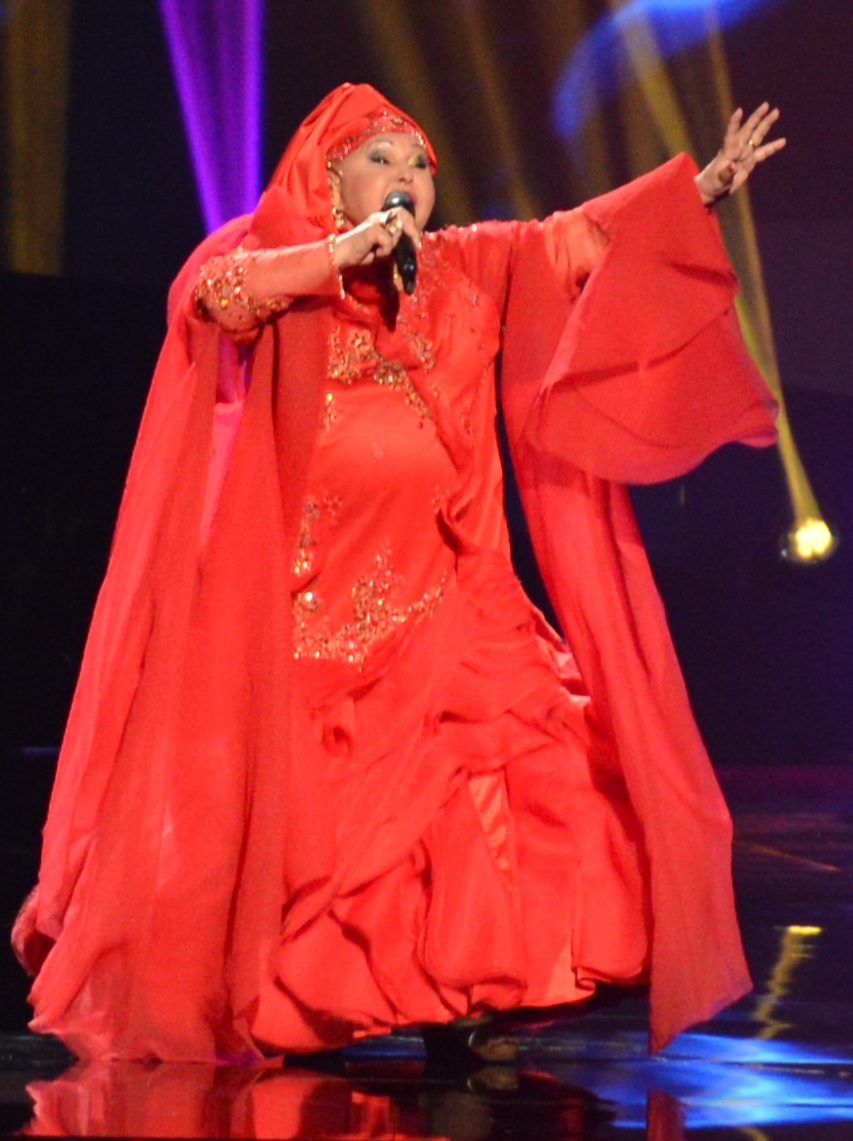
Esma Redžepova sur scène en 2013.

Sur scène et dans ses clips, Esma Redžepova emploie de nombreux aspects culturels roms qui accentuent le caractère traditionnel de ses performances. Ainsi, elle joue avec les stéréotypes liés aux femmes roms et elle et ses danseurs portent des tenues typiques. L'esthétique orientale de ses concerts est souvent accentuée pour plaire aux publics non-roms. De la même façon, les costumes de scène ne sont parfois pas roms du tout, mais plutôt russes ou hongrois, le but étant de proposer au spectateur une image qui correspond à ses attentes et à sa vision de la culture rom.
Esma met parfois des limites à l'usage des clichés. Alors qu'elle utilise beaucoup la sensualité et la séduction sur scène, elle ne porte pas les tenues légères des danseuses du ventre. Elle porte à la place le dimije rom traditionnel, bouffant et personnalisé avec des tissus modernes. Les représentations peuvent être très théâtrales, selon la chanson en question et l'émotion qui s'en dégage. Ainsi, Esma a coutume de chanter Hajri ma te dike avec un voile noir et en faisant semblant de pleurer.
Ayant très longtemps travaillé avec la même formation musicale, Esma Redžepova a développé une relation privilégiée avec ses musiciens. Ils sont souvent présents sur scène et peuvent participer aux chorégraphies ou mimer des échanges avec la chanteuse selon les paroles. Dans les années 1960 et 1970, ils étaient debout en ligne derrière elle et se penchaient de gauche à droite suivant le rythme, comme le faisaient les groupes pop de l'époque.

### Cinéma
En plus de ses nombreux clips vidéos, Esma Redžepova a aussi participé à plusieurs films, tant de fiction que des documentaires. Elle a commencé sa carrière cinématographique en 1962 dans le film yougoslave Krst Rakoc avec Bata Živojinović dans le rôle principal. Elle joue dans le film et enregistre quatre chansons pour la bande originale. En 1968, elle joue et chante dans Zapej Makedonijo, puis elle apparaît dans son propre rôle dans Jugovizija en 1971.
Esma Redžepova refait des apparitions cinématographiques dans les années 2000. Elle est au générique de quatre documentaires, d'abord le film allemand Im Herzen des Lichts - Die Nacht der Primadonnen en 2002, puis When the Road Bends... Tales of a Gypsy Caravan en 2006, un documentaire sur cinq artistes roms en tournée aux États-Unis. Ce film est pour elle une grande déception à cause de l'image qu'il donne de la communauté rom. Selon elle, le spectateur est forcé de penser que tous les Roms vivent dans des conditions précaires, alors qu'il existe aussi une classe moyenne ou privilégiée à laquelle elle appartient d'ailleurs. Ceci est clairement exprimé dans Rromani Soul (Le Chant des Rroms), sorti un an plus tard et dirigé par Louis Mouchet. Ce film fait voyager Esma aux Saintes-Maries-de-la-Mer, puis à Kannauj dans l'Uttar Pradesh, berceau du peuple rom selon le linguiste Marcel Courthiade qui l'accompagne. En 2009, elle participe à un second documentaire allemand, Balkan Soul & Gypsy Blues.

## Musée de la musique
Quand Esma Redžepova et son mari sont revenus à Skopje en 1989, la chanteuse a commencé à travailler sur un projet ambitieux : un « musée de la musique et maison de l'humanité ». Elle a imaginé l'endroit comme un lieu de conservation d'archives sur la musique rom et d'objets musicaux et historiques. Le musée devrait aussi comprendre une salle de spectacle, un studio et une permanence d'accueil ds pauvres pour qu'il y reçoivent des traitements médicaux.
Esma et son mari ont acheté un terrain dans le centre de Skopje, près du musée d'art contemporain et de la forteresse. La construction du musée a commencé en 1992. L'édifice sert de maison à la chanteuse et devrait être ouvert au public après sa mort.

## Engagements

### Aide humanitaire et militantisme
Esma Redžepova a pris son premier engagement humanitaire en adoptant 47 enfants défavorisés dans les années 1970 et 1980. Elle a aussi tenu de nombreux concerts caritatifs pour des causes variées : hôpitaux, orphelinats, désastres naturels, etc. Son premier concert dédié spécifiquement à la cause rom ne date que de 2002. Généralement, la chanteuse tend à favoriser des causes larges plutôt que l'intérêt de la seule communauté rom. Esma Redžepova est membre du Lions Clubs.
D'une manière générale, en dehors de la seule cause rom, Esma Redžepova prône le pacifisme et de meilleures relations interculturelles. Elle défend aussi les droits des femmes, notamment leur accès au pouvoir, tant au niveau politique qu'économique. En 1995, elle a soutenu une organisation de femmes roms de Skopje qui a alors choisi de s'appeler « Esma ».

### Politique
Esma Redžepova a commencé à s'engager en politique dans les années 1990. Elle était alors proche de l'homme politique rom Amdi Bajram et de Vasil Tupurkovski, fondateur d'un petit parti centriste. Ce parti fusionne avec le VMRO-DPMNE, qui est le grand parti macédonien de droite, et Esma devient membre de ce dernier. Le VMRO-DPMNE arrive au pouvoir en 2006 et Esma est élue conseillère municipale de Skopje en 2009. Elle est réélue à ce poste en 2013.
Esma Redžepova est très attachée à la République de Macédoine et montre beaucoup de patriotisme. Reconnue comme une icône nationale dans son pays, elle est particulièrement populaire auprès des minorités. En tant qu'ambassadrice culturelle, elle a d'ailleurs reçu un passeport diplomatique en 2007. Soutien indéfectible du gouvernement mené par le VMRO-DPMNE, elle défend que la Macédoine est le meilleur pays pour les Roms, car ils y jouiraient de bien plus de droits et de liberté qu'ailleurs.
Les liens d'Esma Redžepova avec le VMRO-DPMNE ont parfois été critiqués en Macédoine. Ainsi, en 2010, elle a reçu 25 000 euros de la ville de Skopje pour son musée. L'opposition municipale de gauche s'est opposée à ce don car le musée n'est pas officiellement répertorié en tant que tel et il n'est pas ouvert au public. En outre, le bâtiment sert de maison à la chanteuse et abrite aussi un bureau local du VMRO-DPMNE. En 2013, l'opposition a aussi dénoncé le fait qu'elle soit titrée « artiste nationale », lui permettant de recevoir une pension annuelle de l'État. Enfin, la même année, la chanson choisie pour qu'Esma représente le pays à l'Eurovision a causé une large controverse car elle faisait la promotion du nationalisme et du projet urbanistique Skopje 2014, conduit par le VMRO-DPMNE. La chanson a dû être changée au dernier moment.

## Vie personnelle
Esma s'est mariée avec son imprésario, Stevo Teodosievski, en 1968. Né en 1924, il avait 19 ans de plus qu'elle. Il est mort en 1997. Le couple n'a jamais eu d'enfants mais en a adopté 47. La chanteuse en a élevé cinq personnellement et a garanti un toit et une éducation aux autres. Esma était connue pour son sens unique de la mode, avec ses bijoux et tenues chamarrées. Elle portait toujours des turbans et en possédait plus de 300.

## Distinctions

### Distinctions yougoslaves
- Prix Octobre.
- Médaille or et argent du Président Josip Broz Tito.
- Médaille d'or de l'Ordre du 22 décembre.
- Médaille d'or de la Croix rouge yougoslave.
- Prix de l'UNICEF pour la Yougoslavie.

### Distinctions macédoniennes
- 1992 : Prix du 13 novembre de la ville de Skopje.
- 2010 : Ordre du Mérite de la république de Macédoine.
- 2013 : Artiste national de la république de Macédoine.

### Distinctions étrangères
- Médaille d'or de la Croix rouge du Monténégro.
- 1976 : « Reine de la musique rom », festival rom de Chandigarh.
- 2003 : Citoyenne d'honneur de Katerini, Grèce.
- 2005 : Prix Bjørnson de l'Académie norvégienne de littérature et de liberté d'expression.

## Discographie

### Albums
- Makedonske pesme i Esma Redžepova, Jugoton, 1970.
- Ciganske pesme i kola, Jugoton, 1971.
- Zapej Makedonijo, PGP-RTB, 1974.
- Zošto Si Me, Majko, Rodila, Jugoton, 1974.
- Belly Dances, PGP-RTB, 1975.
- Čočeci, PGP-RTB, 1976.
- Makedonske pesme i ora - Ciganske pesme i čočeci, PGP-RTB, 1977.
- Kroz Jugoslaviju, PGP-RTB, 1977.
- Volim te, veruj mi, PGP-RTB, 1978.
- Abre Ramče, 1979.
- Ah, Devla, Jugoton, 1980.
- Zovu me dete celog sveta, PGP-RTB, 1980.
- Esma, PGP-RTB, 1980.
- Makedonska ora i čočeci, PGP-RTB, 1987.
- Chaje Shukarije, World Connection, 2000.
- Esma's Dream, MRT Music, 2000.
- Esma Redžepova, Grand Production, 2005.
- Srce cigansko, Grand Production, 2005.
- Čekaj živote, Mister Company, 2006.
- Gypsy Carpet, Network Medien, 2007.
- Mon histoire, My Story, Accords croisés, 2007.
- Legends of Gypsy Music from Macedonia, ARC Music, 2008.
- Tu me duj Džene, Mister Company, 2008.
- Čoček, Sony Music Entertainment, 2011.

### Extended plays
- Abre babi sokerdžan, Jugoton, 1961.
- Nino, Nino, Jugoton, 1962.
- Ciganske pesme, Jugoton, 1962.
- Pesme iz filma Krst Rakoc, Jugoton, 1962.
- Opa Nina, Nina naj, Jugoton, 1965.
- Pevaju pesme iz Makedonije, Jugoton, 1965.
- Makedonske narodne pesme, Jugoton, 1966.
- Romano oro, Jugoton, 1966.
- Ah, devla, Jugoton, 1967.
- Zapej Makedonijo, PGP-RTB, 1969.
- Ohrid, Ohrid, PGP-RTB, 1972.
- Makedonijo, rosno cveće, PGP-RTB, 1972.
- Svadbarski pesni, PGP-RTB, 1973.
- Stan' mesece, PGP-RTB, 1974.

### Singles
- Devojčence, će ti kupam fustan, Jugoton, 1963.
- Ciganske pjesme, Jugoton, 1963.
- Muška voda, Adriatic Club, 1966.
- Odžačar, odžačar, Jugoton, 1970.
- Esma pesma, PGP-RTB, 1973.
- Čuješ li uzdah moj, PGP-RTB, 1974.
- Kaži, kaži, libe Stano, 1974.
- Za tebe, zemljo moja, PGP-RTB, 1974.
- Volim te, veruj mi, PGP-RTB, 1975.
- Sastali se cigani, PGP-RTB, 1975.
- Kalejaca jaca, PGP-RTB, 1976.
- Kočani, Kočani, PGP-RTB, 1976.
- Da li voliš Aliju, PGP-RTB, 1977.
- Kavadarci, Kavadarci, PGP-RTB, 1977.
- Heba, PGP-RTB, 1977.
- Kaži Slave, kaži ćerko, PGP-RTB, 1980.
- Ciganka je malena, PGP-RTB, 1980.
- Čerga mala luta preko sveta, PGP-RTB, 1980.

### Compilations
- Songs of a Macedonian Gypsy, Monitor Records, 1994.
- Romske pesme, PGP-RTS, 2002.
- Čaje šukarije (18 izvornih snimaka (1961 – 1966)), Croatia Records, 2002.

### Filmographie
- Krst Rakoc, Živko Ristić,  Yougoslavie, 1962.
- Zapej Makedonijo, Dragutin Kostić,  Yougoslavie, 1968. (court-métrage)
- Jugovizija,  Yougoslavie, 1971. (téléfilm)
- Im Herzen des Lichts - Die Nacht der Primadonnen, Pepe Danquart,  Allemagne, 2002.
- When the Road Bends: Tales of a Gypsy Caravan, Jasmine Dellal,  Royaume-Uni, 2006.
- Rromani Soul, Louis Mouchet,  Suisse, 2008.
- Balkan Soul & Gypsy Blues, Alexander Stenzel,  Allemagne, 2009.